# جان کلارک
جان کلارک (John Clarke) (زادهٔ اکتبر ۱۶۰۹ – درگذشتهٔ ۲۰ آوریل ۱۶۷۶)، پزشک، کاهن باپتیست، یکی از موسسان مستعمره رود آیلند و مزارع پراویدنس و نویسنده منشور تأثیرگذار آن و همچنین یکی از پیشگامان حامی آزادی مذهبی در آمریکا بوده‌است.
کلارک در وستورپ، سافک انگلستان چشم به جهان گشود. او مدارک تحصیلی بسیاری ازجمله کارشناسی ارشد در انگلستان و سپس آموزش پزشکی در هلند دریافت کرده‌است. در سال ۱۶۳۷، کلارک طی جنجال آنتیومیان به مستعمرهٔ خلیج ماساچوست رسید و تصمیم گرفت به‌همراه تعداد زیادی از تبعیدیان درگیری، به جزیره آکویدنک برود. او یکی از موسسان پورتسموث و نیوپورت، رود آیلند شناخته شد و دومین کلیسای باپتیست آمریکا را در نیوپورت تاسیس کرد. باپتیست‌ها بدعت‌گذار تلقی می‌شدند و فعالیت آن‌ها در ماساچوست منع شده بود. اما کلارک می‌خواست مسیر خود را به آنجا هموار کند. او پس از مأموریت به شهر لینن، ماساچوست مدتی را در بوستون زندانی بود. پس از آن‌که در زندان با کلارک بدرفتاری شد، او به انگلستان بازگشت و کتابی در مورد آزار و اذیت‌هایی که بر باپتیست‌ها در ماساچوست روا داشته بودند و اعتقادات مذهبی خود نوشت. مستعمره نوپای رود آیلند نیاز به نماینده‌ای در انگلستان داشت، بنابراین کلارک بیش از یک دهه در آنجا ماند تا به امور آن مستعمره بپردازد.
مستعمرات دیگر نیوانگلند با رود آیلند دشمنی داشتند و هر دو مستعمرهٔ خلیج ماساچوست و کانکتیکات به قلمروی آن‌ها تاخته بودند. در سال ۱۶۶۰ و پس از احیای سلطنت در انگلستان، ضروری بود که رود آیلند یک منشور سلطنتی برای محافظت از تمامیت ارضی خود دریافت کند. این وظیفه برعهدهٔ کلارک بود تا چنین سندی را تنظیم کند. او این فرصت را غنیمت شمرد تا آزادی‌های مذهبی را در قانون بگنجاند، چرا که تا آن موقع در هیچ منشور قانون اساسی این مسئله در نظر گرفته نشده بود. کلارک ده‌ها نامه و طومار به شاه چارلز دوم نوشت و ماه‌ها با کانکتیکات در مورد مرزهای قلمرو مذاکره کرد. سرانجام منشور سلطنتی رود آیلند را تنظیم و به پادشاه تقدیم کرد و در ۸ ژوئیه ۱۶۶۳ با مُهر پادشاه تأیید شد. این منشور آزادی فردی و مذهبی بی‌سابقه‌ای برای اهالی رود آیلند به ارمغان آورد و حدود ۱۸۰ سال پابرجا بود و به همین سبب طولانی‌ترین منشور قانون اساسی در تاریخ لقب گرفت.
کلارک پس از موفقیت در تنظیم منشور، به رود آیلند بازگشت؛ وی آنجا در زمینهٔ امور مدنی بسیار فعال بود و تا سال ۱۶۷۶ و زمان مرگش، در کلیسای خود در نیوپورت به تبلیغ مذهب ادامه داد. او وصیت‌نامهٔ شگرفی از خود برجای گذاشت و نخستین ودیعهٔ تحصیلی را در آمریکا بنیان نهاد. کلارک از طرفداران مشتاق نظریهٔ شایستگی روح بود که در منشور رود آیلند و بعدها در قانون اساسی ایالات متحده آمریکا گنجانده شد.

## اوایل زندگی
جان کلارک در محلهٔ وستورپ شهر سافک در انگلستان چشم به جهان گشود. وی را در همان‌جا در ۸ اکتبر ۱۶۰۹ غسل تعمید دادند. کلارک یکی از هفت فرزند توماس کلارک و رز کریچ (یا کریج) بود که شش فرزند دیگر آن‌ها انگلستان را ترک کرده و در نیوانگلند ساکن شده بودند. هیچ پیشینهٔ روشنی از زندگی او در انگلستان به‌جز محل غسل تعمید خود و خواهران و برادرانش در دسترس نیست.
از قرار معلوم، کلارک تحصیلات عالیه داشته‌است. این مسئله از آنجا قابل درک است که وقتی در ۲۸ سالگی به نیوانگلند رسید، شرایط قبول مسئولیت به‌عنوان پزشک و کاهن باپتیست را داشت. مطالعات و تحصیل او در سال‌های متمادی زندگی‌اش در کتابی که نگاشت و در سال ۱۶۵۲ منتشر کرد و همچنین در تألیف استادانهٔ منشور سلطنتی رود آیلند که مربوط به سال ۱۶۶۳ است، نمایان شد. وانگهی، وصیت‌نامهٔ او به کتاب‌های عبری و یونانی‌اش و همچنین به فهرست و واژه‌نامه‌ای که برای خودش نوشته بود، اشاره می‌کرد.
دشواری ردیابی زندگی کلارک در انگلستان عمدتاً به‌دلیل متداول‌بودن نام وی در آنجاست. به عقیده و قلم تاریخ‌شناس رود آیلند، جورج اندروز موریارتی جونیور، احتمالاً همان جان کلارک بوده که دانشجوی کالج سنت کاترین، کمبریج بوده اما احتمال دارد که او در سال ۱۶۲۸ مدرک کارشناسی از کالج بریزنوز، آکسفورد و نیز در سال ۱۶۳۲ مدرک کارشناسی ارشد از آنجا دریافت کرده باشد. سرنخ دیگری از تحصیلات وی مربوط به کاتالوگی از دانشجویان، دانشگاه لیدن هلند، یکی از نخستین دانشکده‌های علوم پزشکی اروپایی در آن روزگار می‌شود. دفتر فارغ‌التحصیلان دانشکده شامل نام یوهانس کلارک، آنلگوس، ۱۷ ژوئیه ۱۶۳۵ به زبان لاتین بوده که به انگلیسی همان جان کلارک می‌شود. قسمتی از فهرست مطالب را که خود کلارک نوشته و نویسندهٔ آن به‌عنوان «جان کلارک، کارشناس ارشد» مشخص شده می‌توان دریافت که کلارک مدرک کارشناسی ارشد داشته‌است.

## سال‌های پسین زندگی
درحالی‌که منشور سلطنتی آمادهٔ ارسال به نیوانگلند بود، کلارک مجبور شد به فکر تأمین منابع مالی سفر بازگشت خود باشد. کلارک یک هفته بعد از مُهرشدن منشور از سوی پادشاه، با ریچارد دین از لندن قراردادی امضا کرد که طی آن با رهن املاک خود در نیوپورت مقداری پول دریافت کند. حتی این اقدام نیز موجب نشد که کلارک بتواند خیلی سریع از انگلستان خارج شود و مجبور شد تا بهار بعدی صبر کند تا بتواند از طریق سفر دریایی انگلستان را به مقصد رود آیلند ترک کند. او به‌همراه همسرش با وسایل شخصی‌شان و محمولهٔ سازوبرگ جنگی با کشتی خواهران لندن، حرکت کردند.
به‌رغم وجود مفاد سخاوت‌مندانه در منشور رود آیلند، این منشور نتوانست اختلافات مربوط به قلمرو سرزمینی را با کانکتیکات حل کند و این اختلافات به‌مدت نیم‌قرن ادامه پیدا کرد. همچنین مشکلی که با شرکت آترتون وجود داشت، نیز حل نشد، چون دو قطعه زمین داخل رود آیلند به نام «شهر ناراگانست» اشغال کرده بود. اما به‌هرحال، در سال ۱۶۶۴، گروهی از کمیسرهای سلطنتی به مستعمرهٔ رود آیلند رفتند. ساموئل گورتون به مقامات عالی‌رتبه گفته بود که اهالی ناراگانست در سال ۱۶۴۴ خود را تسلیم پادشاه انگلستان کرده‌اند. به محض ورود کمیسرها و تصدیق این خبر از سوی آن‌ها، کل قلمروی سرزمین ناراگانست (شهر واشینگتن، رود آیلند و بخشی از شهر کنت، رود آیلند فعلی شامل مناطق آترتون) را به‌عنوان استان کینگز اعلام کردند. یکی از کمیسرها، ساموئل ماوریک، دوست صمیمی فرماندار آن زمان رود آیلند یعنی ویلیام برنتون بود و فرماندار به‌شدت از شرکت آترتون بیزار بود. کلارک یکی از سه نفری بود که حق اظهارنظر و بیان نظرهای رود آیلندی‌ها را در موضوع اختلافات زمین داشت و در نهایت کمیسرها موضع بسیار خصمانه‌ای در مقابل رود آیلند گرفتند. سرانجام شرکت آترتون املاک و مستغلات خود را از دست داد و استان کینگز تبدیل به بخشی از مستعمرهٔ رود آیلند شد.

### تقسیمات کلیسا
در همان زمانی که کلارک پس از بازگشت از انگلستان، در انجام امور مستعمرهٔ رود آیلند بسیار فعال شد، نقش رهبری خود را نیز در کلیسای نیوپورت از سر گرفت. تفرقه‌ای بزرگ در کلیسا، هنگام حضور او در انگلستان و دیگری چندین سال پس از عزیمتش رخ داد. نخستین مورد مربوط به «دست روی سر گذاشتن» بود. این عمل به‌عنوان یکی از اصول شش‌گانهٔ مسیح که در آیهٔ عبرانیان ۶:۲ نیز به آن اشاره شده و این مراسم در کلیسای باپتیست نیوپورت مورد استقبال قرار گرفت. به‌هرحال بعضی از اعضای کلیسا تمایل داشتند که این عمل اجباری شود. هرچند بقیه علاقه‌ای به اضافه‌شدن محدودیت‌های دیگری به اهالی کلیسا نداشتند. این عدم توافق موجب شد تا ویلیام وان در سال ۱۶۵۶ از این کلیسا خارج شده و کلیسای شش اصول باپتیست خود را در نیوپورت تشکیل دهد. این کلیسا بعضی اوقات کلیسای دوم باپتیست خوانده می‌شد.
دومین تفرقهٔ اصلی در کلیسا روز دعا اتفاق افتاد؛ همان روزی که ساباتریان می‌خواستند به‌صورت گروهی در روز شنبه مراسم دعا اجرا کنند. با این حال اُبادیاه هولمز بزرگ با این عمل مخالف بود و در سال ۱۶۶۷ به‌دلیل سخت‌گیری‌هایی که نسبت به ساباتریان‌ها داشت از طرف کلارک سرزنش شد. متعاقباً هولمز از موعظه در کلیسای نیوپورت کناره‌گیری کرد، ولی در سال ۱۶۷۱ وظایف خود را به‌عنوان کشیش در کلیسا از سر گرفت. به‌دلیل تداوم سخت‌گیری‌های وی بر ساباتریان، سرانجام آن‌ها در دسامبر ۱۶۷۱ کلیسای خود را بنا نهادند. هنگامی که جوآن، همسر اسلوکام، زنده‌بودن مسیح را انکار کرد، در سال ۱۶۷۳ طرد شد. به‌دنبال وی، همسرش، فرزندانش، همسران فرزندانش نیز کلیسا را ترک کردند و همگی کوئیکر شدند.

## مرگ و میراث
کلارک با کمک ریچارد بیلی در ۲۰ آوریل ۱۶۷۶، وصیت‌نامهٔ خود را تنظیم کرد و در همان روز در نیوپورت چشم از جهان فروبست. طبق وصیت‌نامه، او را در قطعهٔ خانوادگی‌اش در نیوپورت در جوار آرامگاه دو همسرش که هر دو پیش از او درگذشته بودند، به خاک سپردند.
کلارک در وصیت‌نامه‌اش ودیعه‌ای از خود بر جای نهاد که هر سال صرف کمک به کودکان بی‌بضاعت شود یا به تحصیل و پرورش کودکان اختصاص یابد. این ودیعه هم‌چنان به‌منظور کمک به کودکان صرف می‌شود و قدیمی‌ترین ودیعهٔ تحصیلی در سراسر ایالات متحده به‌شمار می‌رود. دست بر قضا، این ودیعه موجب تضعیف برخی از اصول مورد احترام کلارک مانند جدایی کلیسا و دولت شد. از آنجاییکه این ودیعه صرف کمک به کلیسا می‌شد، درگیری‌هایی قانونی میان شورای شهر و کلیسا به وجود آمد. سرانجام حداقل بخشی از این ودیعه صرف پرداخت حقوق به یک کشیش شد. درحالی‌که چنین کاری از نظر کلارک بسیار نابجا بود.
کلارک معتقد بود که دولت سکولار باید به‌صورت صلح‌آمیز با مذهب هم‌زیستی کند. وی یکی از پیشگامان حامی جدایی مذهب و حکومت بود. توماس بیکنل، تاریخ‌شناس، یکی از حامیان پروپاقرص کلارک نوشت: در زمان توافق فرقهٔ پاک‌دین‌های نیوانگلند «هیچ جا روی زمین و در میان مردمان متمدن، تمدن و آزادی روح وجود نداشت. رد اولین پایه‌گذاری شفاف، کامل، سنجیده، سازمان‌یافته و دائمی تمدن و آزادی در جهان هم‌اکنون آشکارا به مستعمرات رود آیلند می‌رسد که در جزیرهٔ آکوئیدنک در ناراگانست، تحت رهبری و الهام‌گرفته از دکتر جان کلارک بنیان‌گذار حقیقی آن است».[b] لویی اشر، تاریخ‌شناس، نوشت: «دکتر کلارک بی‌تردید نخستین کسی بود که از طریق رود آیلند دموکراسی را به دنیای جدید آورد». بیکنل همچنین ادعا کرد که کلارک «پایه‌گذار سرشناس و پدر کشت‌وزرع آکوئیدنک، نویسندهٔ توافق‌نامهٔ پورتسموث و راهنمای واقعی سازمان‌دهی و مدیریت شهرهای آیلند بود». ادوارد پترسون، تاریخ‌شناس، نوشت: کلارک مردی است که «شخصیت اخلاقی او همواره زبانزد خواهد بود و پرهیزگاری او هرگز مورد تردید قرار نمی‌گیرد». ارزیابی نهایی اشر از کلارک چنین بود: «به‌عنوان یک انسان، کلارک در خدمت هم‌نوعان خود زیست. او همچون بسیاری از پیشینیان ازخودگذشته بود و شکوه نمی‌کرد. برخلاف جلوه‌های مذهبی و فرقه‌ای خود، بیش از آن‌که دریافت کند به یارانش بخشید».
نخستین کلیسای باپتیست نیوپورت، یک مدرسهٔ دستور زبان و یک کشتی لیبرتی تجاری، اس‌اس جان کلارک، به افتخار کلارک نام‌گذاری شده‌اند. ساختمان علوم طبیعی در کالج رود آیلند در سال ۱۹۶۳ نیز به افتخار وی نام‌گذاری شد. یک لوح بر دیوار انجمن تاریخی نیوپورت دربردارندهٔ متن ذیل است:

## اصل و نسب و خانواده
جان کلارک پنجمین فرزند از هفت فرزند شناخته‌شدهٔ توماس و رز کلارک بود که همگی در وستورپ، سافک انگلستان چشم به جهان گشودند یا غسل تعمید شدند. مارگارت فرزند نخست بود که حدود سال ۱۶۰۱ به دنیا آمد. فرزند دوم کارو بود که در ۱۷ فوریه ۱۶۰۲ یا ۱۶۰۳ و پس از او توماس در ۳۱ مارس ۱۶۰۵ غسل تعمید داده شدند. فرزند چهارم، ماری، در ۲۶ ژوئیه ۱۶۰۷ و سپس جان در ۸ اکتبر ۱۶۰۹ و پس از او ویلیام در ۱۱ فوریه ۱۶۱۱‏ غسل تعمید داده شده‌اند. ویلیام با کاترین بانس ازدواج کرد. آخرین فرزند توماس و رز، جوزف را در ۱۶ دسامبر ۱۶۱۸ غسل تعمید دادند. مارگارت با نیکلاس وایت ازدواج و در کمبریج، ماساچوست زندگی کرد. ماری با جان پکهام عهد زناشویی بست و با همسر و برادرانش کارو، توماس، جان و جوزف به نیوپورت رود آیلند آمد.
جان کلارک سه بار ازدواج کرد. همسر نخستش الیزابت هریس دختر جان هریس، صاحب عمارت اربابی وستلینگورث در بدفوردشر بود. الیزابت در روزگاری که کلارک در انگلستان سمت نمایندگی داشت، با وی زندگی می‌کرد. الیزابت چند سال قبل از کلارک در نیوپورت چشم از جهان فروبست. پس از مرگ او کلارک در اول فوریه ۱۶۷۱ با جین، بیوهٔ نیکلاس فلچر، ازدواج کرد اما او یک سال بعد در ۱۹ آوریل ۱۶۷۲ دار فانی را وداع گفت. کلارک از همسر دومش، جین، یک فرزند دختر داشت که در ۱۴ فوریه ۱۶۷۲ به دنیا آمد و در ۱۸ مه ۱۶۷۳ درگذشت.
همسر سوم کلارک، سارا، بیوهٔ نیکولاس دیویس بود که در زمان حیاتش با کلارک شراکت طولانی داشت. دیویس مانند کلارک یکی از نخستین مهاجران به آکوئید آیلند در سال ۱۶۳۹ بود، اما بعد از مدتی به تجارت روی آورد و به هیانیس، ماساچوست در مستعمرهٔ پلیموث رفت. دیویس دادوستدهای فراوانی داشت که در ماساچوست انجام می‌شدند، ولی زمانی که به مذهب کوئیکرها روی آورد، زندانی و از آنجا تبعید شد و پس از آن در نیوپورت زندگی کرد. او در سال ۱۶۷۲ بنیان-گذار کوئیکرها، جورج فاکس، را طی بازدیدش از لانگ آیلند، مستعمرات آمریکایی، به نیوپورت آورد. مدتی کمی بعد، دیویس در غرق شد و بیوهٔ او پس از یک سال و نیم با کلارک ازدواج کرد. سارا بعد از مرگ کلارک تا حدود سال ۱۶۹۲ در قید حیات بود. او فرزندی داشت که در وصیت‌نامه کلارک قید شده‌است.

## کتابشناسی
کتب
- Arnold, Samuel Greene (1859). History of the State of Rhode Island and Providence Plantations. Vol. 1. New York: D. Appleton & Company. OCLC 712634101.
- Asher, Louis Franklin (1997). John Clarke (1609–1676): Pioneer in American Medicine, Democratic Ideals, and Champion of Religious Liberty. Pittsburgh, PA: Dorrance Publishing Company. ISBN 0-8059-4040-5.
- Austin, John Osborne (1887). Genealogical Dictionary of Rhode Island. Albany, New York: J. Munsell's Sons. ISBN 978-0-8063-0006-1.
- Barry, John M. (2012). Roger Williams and the Creation of the American Soul. Penguin Group. ISBN 978-0-14-312288-3.
- Battis, Emery (1962). Saints and Sectaries: Anne Hutchinson and the Antinomian Controversy in the Massachusetts Bay Colony. Chapel Hill: University of North Carolina Press. ISBN 978-0-8078-0863-4.
- Bicknell, Thomas Williams (1920). The History of the State of Rhode Island and Providence Plantations. Vol. 3. New York: The American Historical Society. OCLC 1953313.
- Bicknell, Thomas Williams (2005). The Story of Dr. John Clarke (PDF). Little Rock, Arkansas: The Baptist Standard Bearer, Inc. Archived from the original (PDF) on 6 November 2014.
- Bremer, Francis J. (1981). Anne Hutchinson: Troubler of the Puritan Zion. Huntington, New York: Robert E. Krieger Publishing Company. pp. 1–8.
- Burrage, Henry Sweetser (1894). A History of the Baptists in New England. Philadelphia: American Baptist Publication Society. Obadiah Holmes.
- Clarke, John (1652), "Ill Newes from New England",  in Gaustad, Edwin (ed.), The Baptist Tradition, Arno Press. Text online in Collections of the Massachusetts Historical Society Series 4, vol. II (Crosby, Nichols & Co. , Boston 1854), pp. 1–113 (Internet Archive)
- Gorton, Adelos (1907). The Life and Times of Samuel Gorton. George S. Ferguson Co. p. 38. OCLC 4669474.
- Hall, David D. (1990). The Antinomian Controversy, 1636–1638, A Documentary History. Durham [NC] and London: Duke University Press. ISBN 0-8223-1091-0.
- Holmes, James T. (1915). The American Family of Rev. Obadiah Holmes. Columbus, Ohio: private.
- James, Sydney V. (1999).  Bozeman, Theodore Dwight (ed.). John Clarke and His Legacies: Religion and Law in Colonial Rhode Island, 1638–1750. University Park, PA: Pennsylvania State University Press. ISBN 978-0-271-02815-6.
- Peterson, Edward (1853). History of Rhode Island. J. S. Taylor. p. 144. Retrieved 26 June 2010. whose moral character has never been surpassed.
- Shurden, Walter B. (2008). Turning Points in Baptist History. Mercer University Press.
- Staples, William R. (1843). Annals of the Town of Providence, from its First Settlement to the Organization of the City Government in June 1832. Providence: Knowles and Vose. 1640 compact.
- Winship, Michael Paul (2002). Making Heretics: Militant Protestantism and Free Grace in Massachusetts, 1636–1641. Princeton, New Jersey: Princeton University Press. ISBN 0-691-08943-4.

مقالات
- Moriarty, G. Andrews (January 1943). "Additions and Corrections to Austin's Genealogical Dictionary of Rhode Island". The American Genealogist. 19 (3): 131.
- Moriarty, G. Andrews (April 1948). "Additions and Corrections to Austin's Genealogical Dictionary of Rhode Island". The American Genealogist. 24 (2): 72.

منابع آنلاین
- "Liberty Ships built by the United States Maritime Commission in World War II". United States Maritime Commission. 4 May 2002. Archived from the original on 9 May 2008. Retrieved 27 August 2015.